# Ecolalia

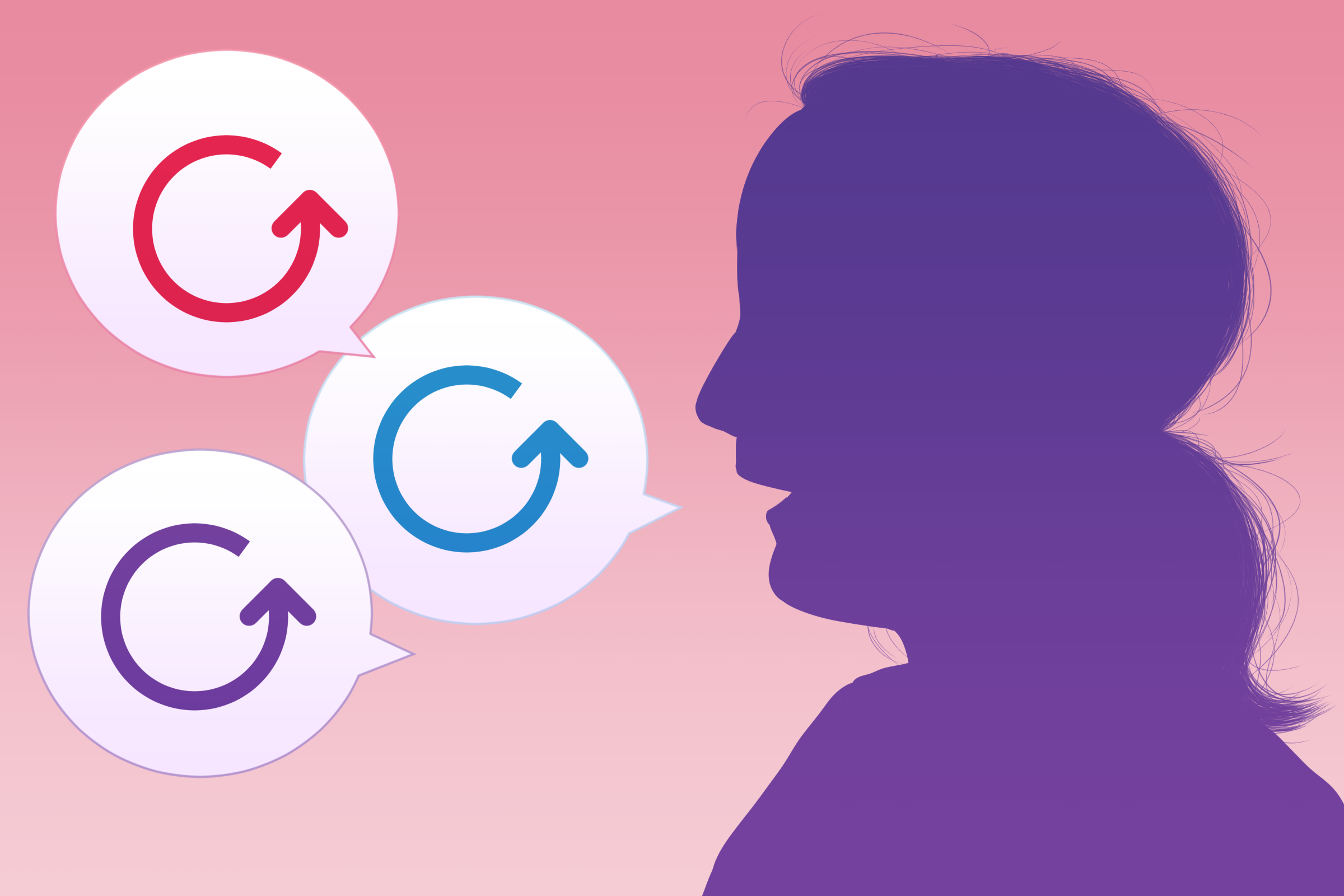

L'ecolalia è un disturbo del linguaggio che consiste nel ripetere involontariamente, come un'eco, parole o frasi pronunciate da altre persone o dal soggetto stesso (autoecolalia o palilalia).
Il disturbo è presente fino al 75% nelle diagnosi di autismo, ma è anche presente nella sindrome di Tourette, nella schizofrenia e, occasionalmente, in altre forme di psicopatologia. Quando il fenomeno si presenta involontariamente è considerato un tic. È caratteristico dei bambini, che tendono ad apprendere i vocaboli per imitazione.

## Ecolalia differita
L'ecolalia può essere differita, ovvero la riproposizione dei vocaboli può non avvenire immediatamente, ma proporsi a distanza di tempo dall'ascolto. Anche questa forma è una caratteristica delle persone con autismo, e si manifesta per esempio con la reiterazione di jingle televisivi.
Non è ancora stato chiarito se i due tipi di ecolalia siano manifestazioni di un unico disturbo o invece si tratti di fenomeni distinti.